# المجلس الإسلامي السوري
المجلس الإسلامي السوري هو هيئة مرجعية شرعية وسطية سورية تضم علماء شريعة إسلامية، تأسس عام 2014 في إسطنبول، ويهدف إلى توحيد الجهود الشرعية وتوجيه الشعب السوري دينيًّا، إضافة إلى إيجاد حلول شرعية لمشكلاته وقضاياه. ورسالته ترسيخ المشروع الإسلامي وتفعيل دور المؤسسة الدينية في المجتمع السوري. المجلس الإسلامي السوري يسعى لحمل المسؤوليات والتطلعات والآمال المعقودة عليه، متخذاً من أرض سوريا نقطة الانطلاق ونقطة النهاية. حيث يتطلع عبر دوره المرجعي إلى توحيد الموقف الإسلامي الصادر عن العلماء المسلمين في سوريا وبلاد أهل السنة جمعاء، وجمع طاقاتهم وتفعيلها بشكل متكامل وفق منهج الاعتدال والوسطية، والتواصل مع الجهات كافّة لبيان المطلب الحق للشعب السوري الثائر، وحشد الدعم من شعوب العالم لإنجاح الثورة وصيانتها.

## التأسيس
أُعلن عن تأسيس المجلس الإسلامي السوري في إسطنبول يوم الاثنين 14 نيسان/إبريل 2014م، خلال لقاء تشاوري ضمّ نحو أربعين هيئةً ورابطةً إسلاميةً وشخصياتٍ مستقلة، نصّ على خلوّ المجلس من أي تمثيلٍ عسكري أو جهادي، ورسم منهج الاعتدال والوسطية. الذي نصَّ على خلوه من أي «تمثيل عسكري أو جهادي». ضم الاجتماع التأسيسي أكثر من 128 داعية وعالمًا إسلاميًّا، وانتخبَ 21 شخصًا لعضوية مجلس الأمناء، على رأسهم الشيخ أسامة الرفاعي رئيسًا، والشيخ معاذ الخن نائبًا له وحسن الدغيم وغيرهم.

## الأهداف
حدد المجلس الإسلامي السوري أهدافه فيما يلي:
- حشد الدعم للثورة السورية، وترشيد مسارها، والحفاظ على مكتسباتها.
- توحيد الفتوى الشرعية في الأمور العامة وتطبيق أحكام الشريعة الإسلامية.
- تعزيز القواسم المشتركة بين السوريين واحتواء الخلافات.
- توحيد الرؤى والمواقف تجاه القضايا الكبرى.
- المحافظة على وحدة الدولة السورية وتعزيز الهوية الإسلامية.

## المبادئ
⦁ اعتماد المنهج الشرعي في جميع القضايا، ولزوم الوسطية والاعتدال، بعيدًا عن الغلو والجفاء، أو الإفراط والتفريط.
⦁ الالتزام بالشورى منهجًا للمجلس في جميع هيئاته وقراراته، واعتبار نتيجتها ملزمة، بحسب مواد النظام الأساسي المتعلقة باتخاذ القرار.
⦁ مرجعية المجلس هي الشريعة الإسلامية بقواعدها الكلية ومقاصدها العامة، على منهج أهل السنة والجماعة.
⦁ سورية جزء من الأمة الإسلامية، دينها الإسلام، وهو المصدر التشريعي فيها، ولا مساومة على وحدة شعبها وترابها، مع الإقرار بحقوق الأقليات التي أقرها الشرع.
⦁ التعاون فيما نتفق عليه، والإعذار فيما يسوغ الاختلاف فيه، واعتماد منهج الوسطية والاعتدال، بعيدًا عن الغلو والتفريط.
⦁ كفالة حقوق المواطنة كافة لكل السوريين، على اختلاف دياناتهم وأعراقهم ومذاهبهم، دون تمييز، مع تفهم الخصوصيات الدينية والثقافية لأبناء الأطياف الأخرى، باعتبارهم شركاء في هذا الوطن الواحد رعاية لمبدأ التعددية السياسية.

## الأنشطة
ينشط المجلس الإسلامي السوري في عدة مجالات، منها:
- البيانات والمواقف: دأب المجلس منذ تأسيسه على إصدار البيانات والفتاوى حول قضايا الشأن السوري، والشؤون الإسلامية عامة بهدف تبيان الموقف الشرعي، بإشراف لجان متخصصة تضم مجموعة من أكابر العلماء والشرعيين، حيث صدر عن المجلس أكثر من 170 بياناً وفتوى، تناولت أكثر المواقف حساسيةً و أهمها على الصعيد الثوري والإنساني والشرعي.
- تنسيق الجهود وتوحيدها: نظّم المجلس مجموعة من الزيارات واللقاءات للداخل السوري، بهدف التحكيم في بعض نقاط التنازع بين الفصائل، إضافة لتشكيل عدد من اللجان للتنسيق بين الهيئات العاملة في المجال الشرعي والقضائي، مع تنظيم لقاءات وفعاليات وورش العمل لبحث قضايا الثورة وسيل معالجة مشكلاتها. وبجانب آخر يوفد المجلس سنوياً مجموعة من المرشدين مع بعثة الحج لنشر الوعي الشرعي بين الحجاج السوريين.
- تنظيم العمل الدعوي للسوريين في تركيا: بعد تأسيس المجلس الإسلامي السوري وانضمام معظم الهيئات والروابط الشرعية التي لها أعمال دعوية في تركيا إلى المجلس تم اعتماد المجلس مرجعية شرعية للسوريين في تركيا من قبل رئاسة الشؤون الدينية التركية . فبادر المجلس إلى تنظيم الأعمال الدعوة المسجدية من خلال تشكيل لجنة للتنسيق مع رئاسة الشؤون الدينية التركية حيث سارعت إلى وضع معايير لقبول ممارسة أي عمل دعوي مسجدي في تركيا . فمنحت اللجنة ما يقارب من (104) موافقات لممارسة عمل دعوي مسجدي في مدينة إسطنبول، بالإضافة إلى اختيار وترشيح المشرفين في بعثة الحج لأربعة أعوام على التوالي كما قامت بترشيح حفّاظ كتاب الله إلى المسابقة القرآنية للقرآن الكريم في تركيا ولأربع سنوات على التوالي بعد إجراء الاختبارات اللازمة لذلك، وكان آخرها عام 1439 هــ حيث حصل مرشح المجلس الإسلامي السوري باسل عتال من حلب على المركز الأول في فرع الحفظ الكامل. وقامت اللجنة بزيارات متعددة إلى رئاسة الشؤون الدينية التركية في أنقرة وزيارات إلى المفتين في ولاية إسطنبول والولايات الجنوبية التركية في سبيل تعزيز التعاون والتنسيق بين الشؤون الدينية والمجلس. كما قامت اللجنة بزيارات إلى الولايات الجنوبية التركية (غازي عنتاب، الريحانية، كلس، أورفه) واجتمعت مع الهيئات الشرعية والعلمية والدعوية في تلك المناطق.

## مجلة مقاربات
يصدر المجلس الإسلامي السوري مجلة مقاربات وهي مجلة فصلية تضم مجموعة من الأبحاث والمقالات في الشريعة والفكر والحضارة.

## وثيقة التوافق الوطني
في 28 تشرين الأول/أكتوبر 2024 قدّم المجلس وثيقةً للتوافق الوطني طرح فيها مبادئ تنظيم الدولة السورية المستقبلية، تعكس طموحات المعارضة بإدارة مدنية قائمة على الشورى والعدل، مع توظيف المرجعية الشرعية لإرساء قيم الإسلام الوسطي، تضمنت الوثيقة مبادئ أساسية لتشكيل مستقبل سوريا، منها:
- الانتقال إلى نظام حكم قائم على العدالة والحرية والكرامة.
- تشكيل لجان قضائية مستقلة لمحاكمة المجرمين وضمان تحقيق العدالة.
- إطلاق حوار شامل بين الأطراف السياسية والاجتماعية لبناء الثقة.
- احترام التنوع الديني والثقافي في سوريا.
- تأكيد الانتماء العربي والإسلامي لسوريا.
- الحفاظ على وحدة التراب السوري واستقلال القرار الوطني.
- إعداد دستور جديد يراعي قيم العدل والحرية والشورى.
- تبني نظام سياسي ديمقراطي يقوم على انتخابات حرة نزيهة وتداول سلمي للسلطة.
- تعزيز المشاركة الاجتماعية وترسيخ قيم التطوع والإحسان.

تؤكد الوثيقة أن تحقيق هذه المبادئ يتطلب حوارًا عميقًا وصبورًا لتوحيد الصفوف والسعي نحو تأسيس سوريا الجديدة.

## حل المجلس

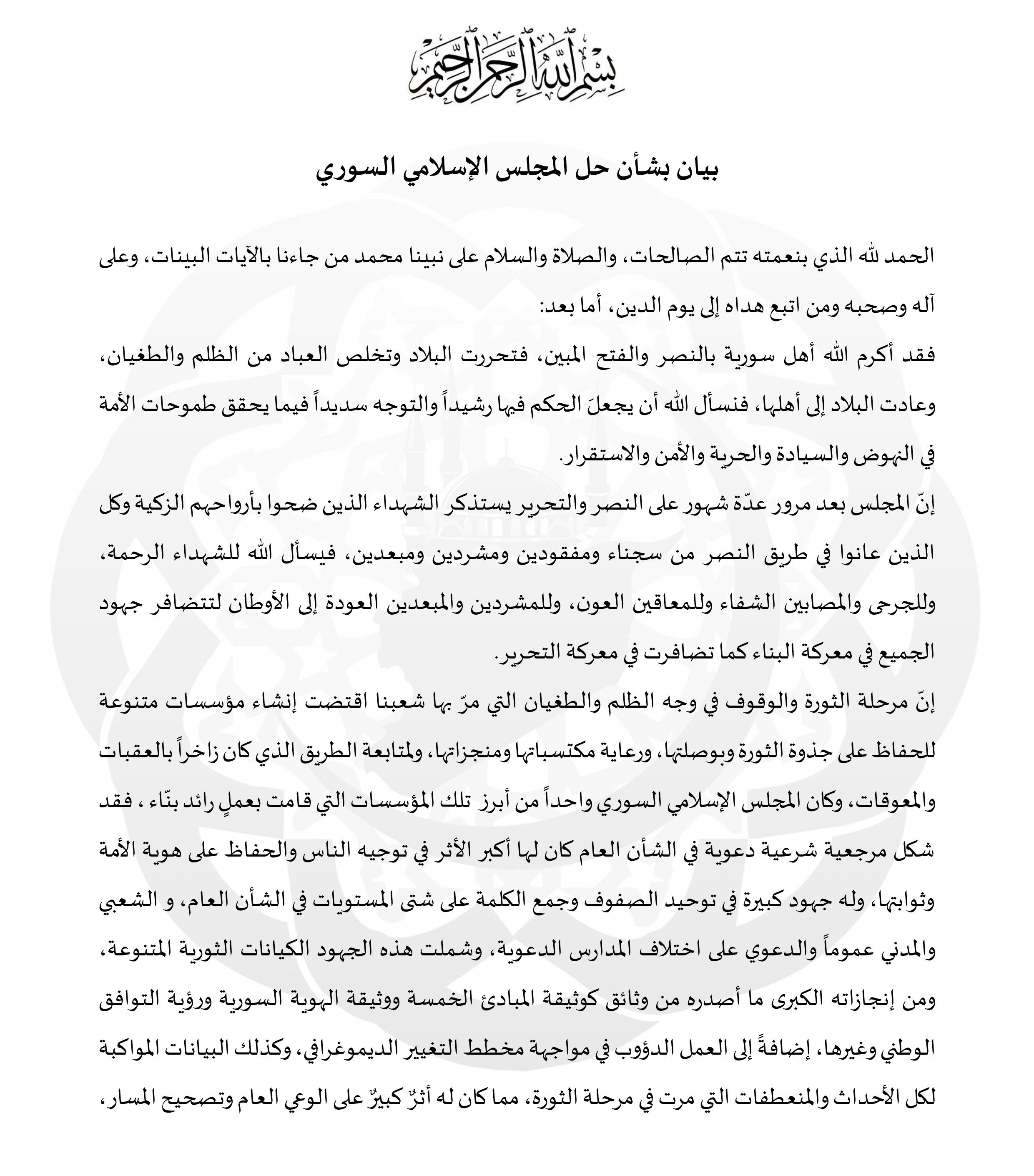

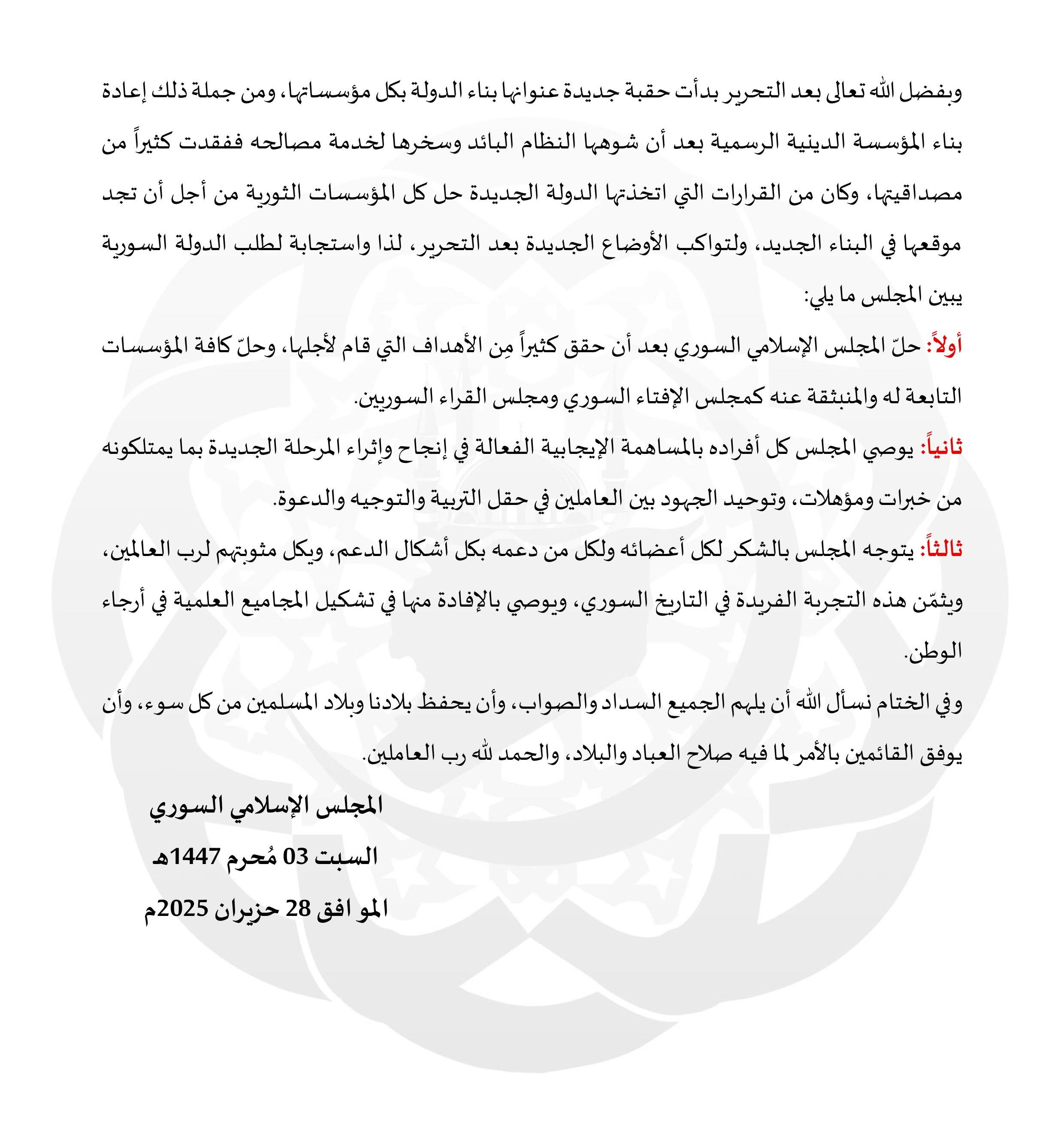

أعلن المجلس الإسلامي السوري حل نفسِه يوم السبت 3 المحرم 1447هـ الموافق 28 يونيو 2025م عبر بيان رسمي، وحلَّ جميع المؤسسات التابعة له كمجلس الإفتاء السوري ومجلس القراء السوريين بعد تحقيق كثير من الأهداف التي قام من أجلها.
وأوصى المجلس كل أفرداه بالمساهمة في إنجاح وإثراء المرحلة الجديدة بما يملكون من خبرات ومؤهلات، وتوحيد الجهود بين العاملين في حقل التربية والتوجيه والدعوة.

## روابط خارجية
- الموقع الرسمي